# Hebecnema luzonensis
Hebecnema luzonensis är en tvåvingeart som beskrevs av Malloch 1926. Hebecnema luzonensis ingår i släktet Hebecnema och familjen husflugor. Inga underarter finns listade i Catalogue of Life.